# ヴィルヘルムスタールの戦い
ヴィルヘルムスタールの戦い（ヴィルヘルムスタールのたたかい、英語: Battle of Wilhelmsthal）またはヴィルヘルムシュタットの戦い（ヴィルヘルムシュタットのたたかい、英語: Battle of Wilhelmstadt）は七年戦争中の1762年6月24日、フェルディナント・フォン・ブラウンシュヴァイク＝ヴォルフェンビュッテル率いるイギリス、プロイセン、ブラウンシュヴァイク、ヘッセン＝カッセルの連合軍がスービーズ公率いるフランス軍に勝利した戦闘。フランス軍がまたしてもハノーファーを脅かしたため、連合軍はフランス軍の近くを行軍してフランス軍を包囲、撤退させた。フェルディナントにとってはパリ条約により戦争が終結する前の最後の会戦となった。

## 背景
フランスは1757年以降何度かハノーファーの侵攻と占領を試み、それをイギリスに占領されたフランス植民地と交換しようとした。フェルディナント率いる連合軍はそれまでの試みを全て挫けたが、1762年には戦争の終結が近づいたため、フランス軍は最後の試みとして再度侵攻し、フェルディナント軍を撃破しようとした。

## 経過
フェルディナントは進軍して両側からフランス軍を攻撃、包囲に近い陣形をとった。イギリス軍がショワズール伯率いるフランス軍中央部を前後から同時攻撃して1,500人の損害を与えて、数個連隊を降伏させた。

## その後
結果は連合軍の勝利であった。フランスがハノーファーを占領しようとする最後の試みは挫かれ、結局停戦とパリ条約締結までフランスはハノーファーを占領することができなかった。連合軍はそのまま進軍して11月にカッセルを落としたが、そのころにはすでに予備条約が締結されて、大局に影響を及ぼすことはなかった。